# ایوان ایوانوف (بازیکن فوتبال، زاده ۱۹۴۲)
ایوان ایوانوف (بلغاری: Иван Василев Иванов؛ ۳۱ مارس ۱۹۴۲ – ۲۸ مهٔ ۲۰۰۶) بازیکن فوتبال اهل بلغارستان بود.
وی همچنین در تیم ملی فوتبال بلغارستان بازی کرده‌است.